# 带走廊包厢铁路客车
带走廊包厢铁路客车或曰侧通道车厢（英语：Corridor coach）是在车厢内设有连通包厢与包厢间走廊的包厢铁路客车，使得乘客在不下车的情况下能够在同一车厢内的各个包厢间走动，走廊在一侧的又称“侧通道车厢”。包厢内可以是座位，也可以是卧铺。现用于常规运营的包厢铁路客车基本上均为“带走廊包厢铁路客车”。

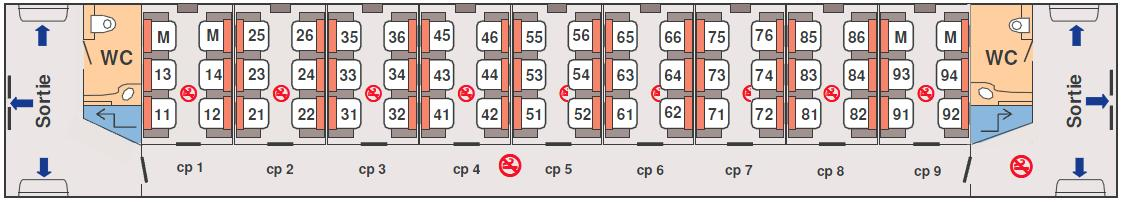
法国国家铁路所使用的一型“带走廊包厢铁路客车”平面布局图。该型“带走廊包厢铁路客车”的包厢为座位包厢。

## 各地运用

### 英国
“带走廊包厢铁路客车”最迟20世纪初即已在英国投入使用。餐车的出现使得旅客列车必须允许乘客能够在各个车厢间走动，旅客列车车厢之间的连接处转而使用通道式车厢设计。 英国铁路20世纪中期大量引入的包厢一等座车和包厢二等座车均属“带走廊包厢铁路客车”。

英国铁路1型客车
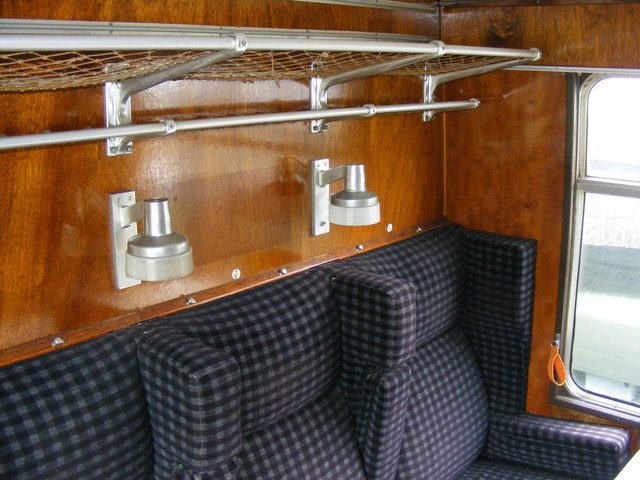
英国铁路1型客车包厢一等座车包厢内部
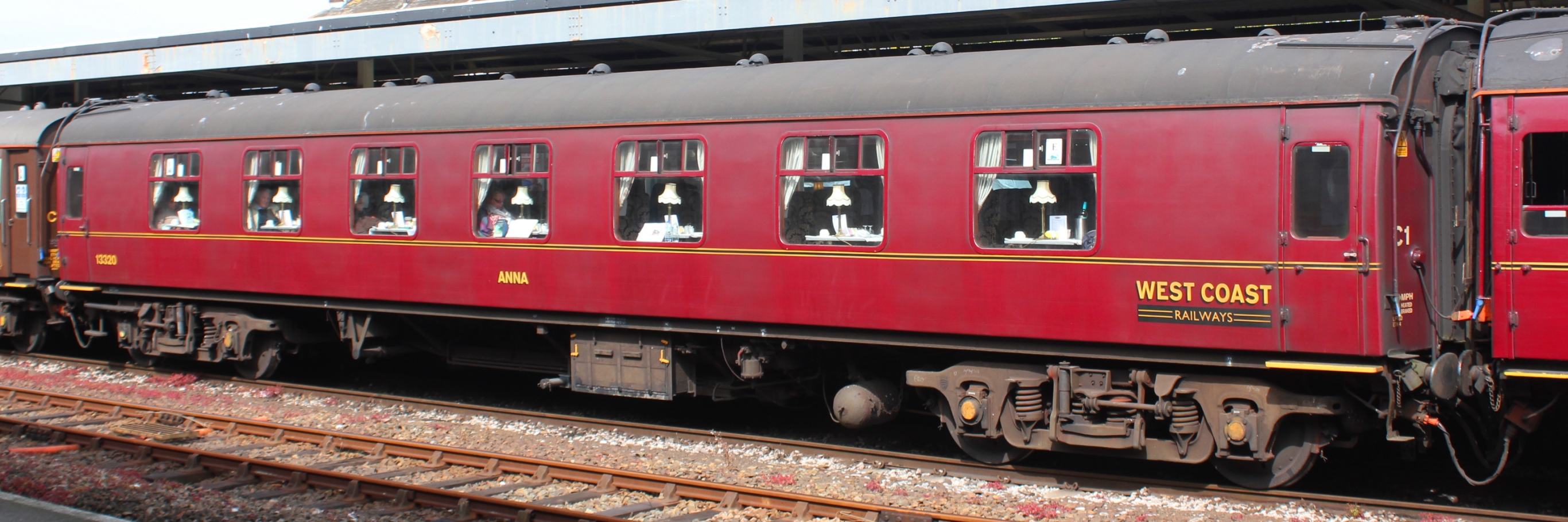
英国铁路1型客车包厢一等座车外部
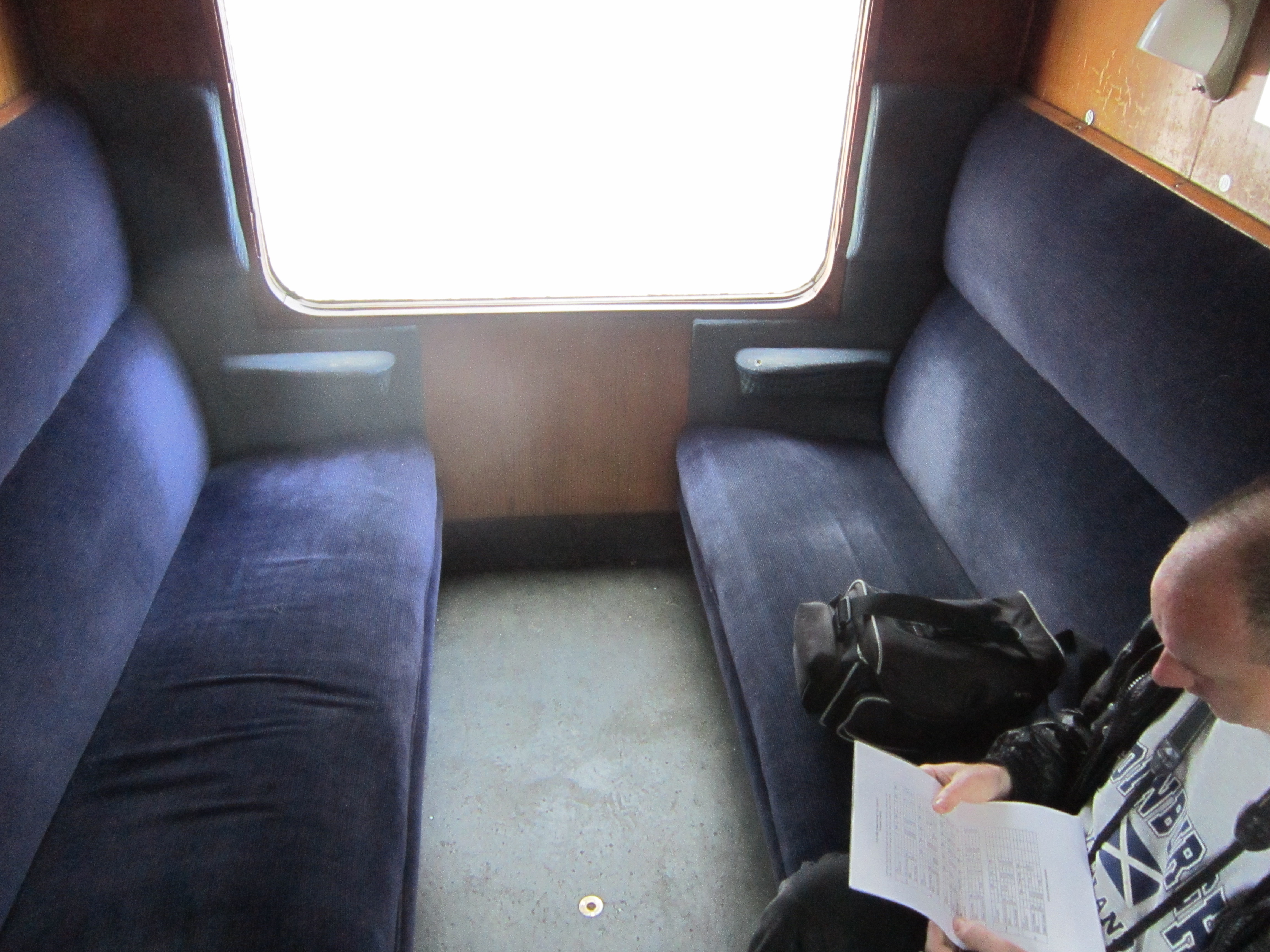
英国铁路1型客车包厢二等座车（无扶手版）包厢内部
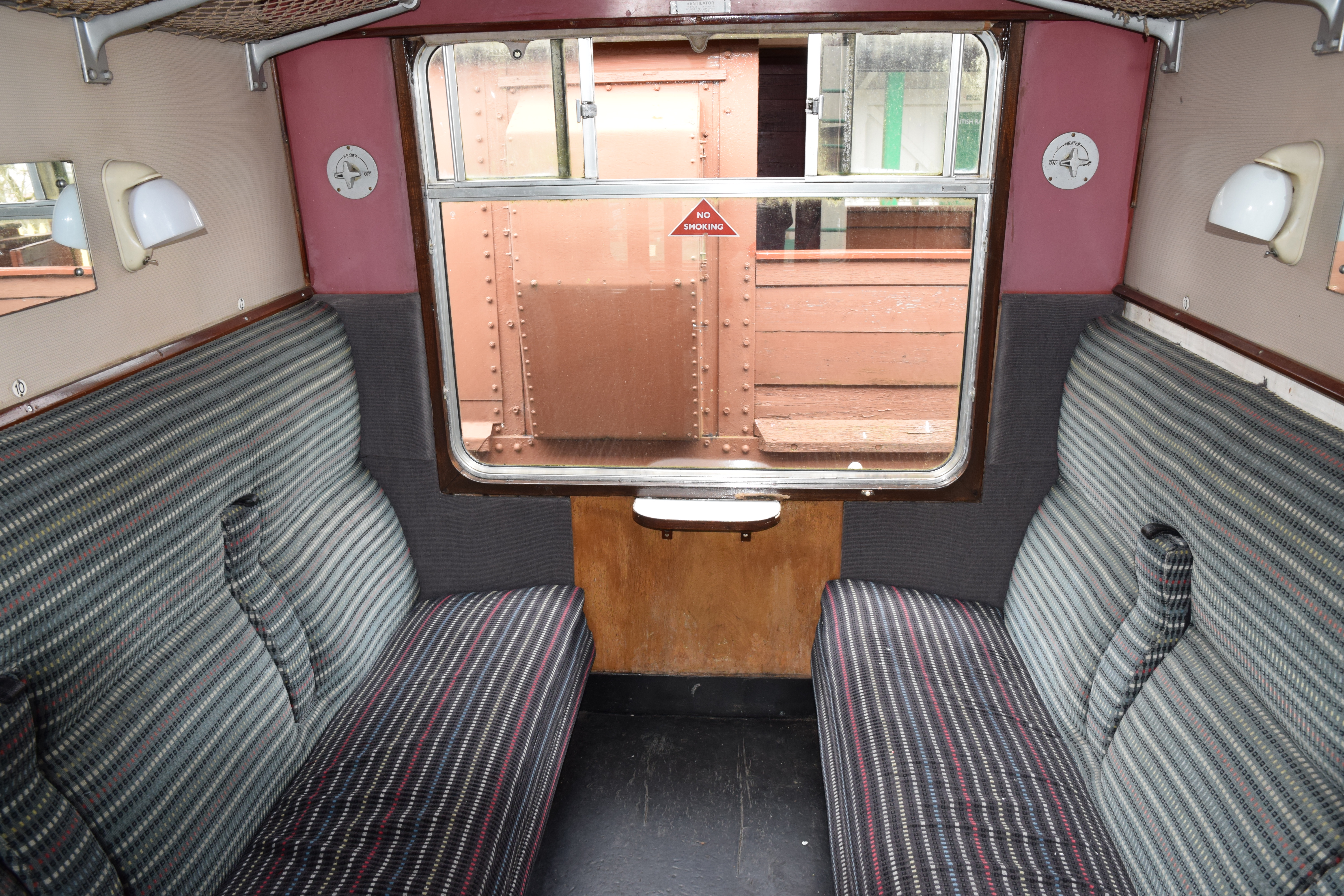
英国铁路1型客车包厢二等座车（有扶手版）包厢内部
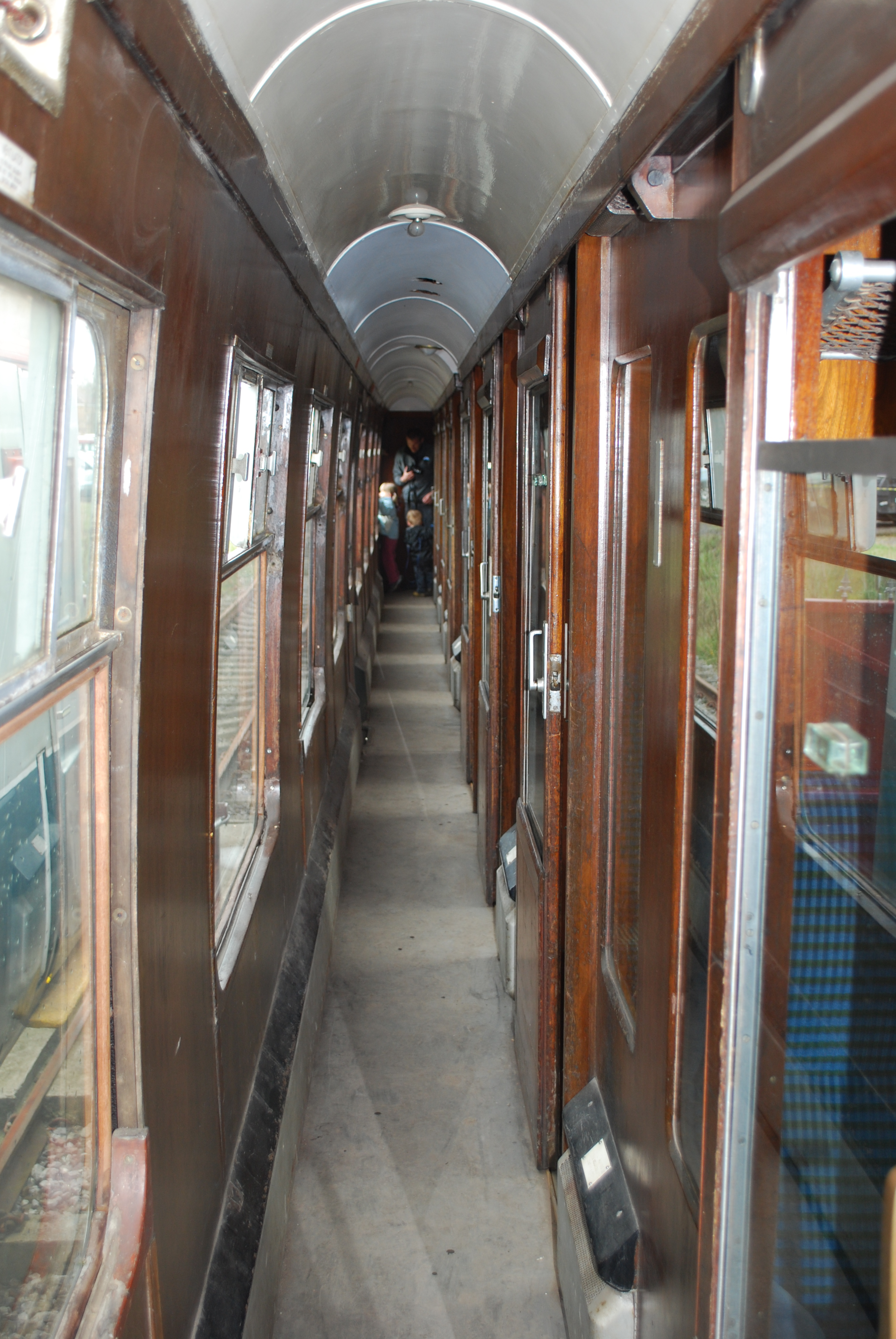
英国铁路1型客车包厢二等座车走廊
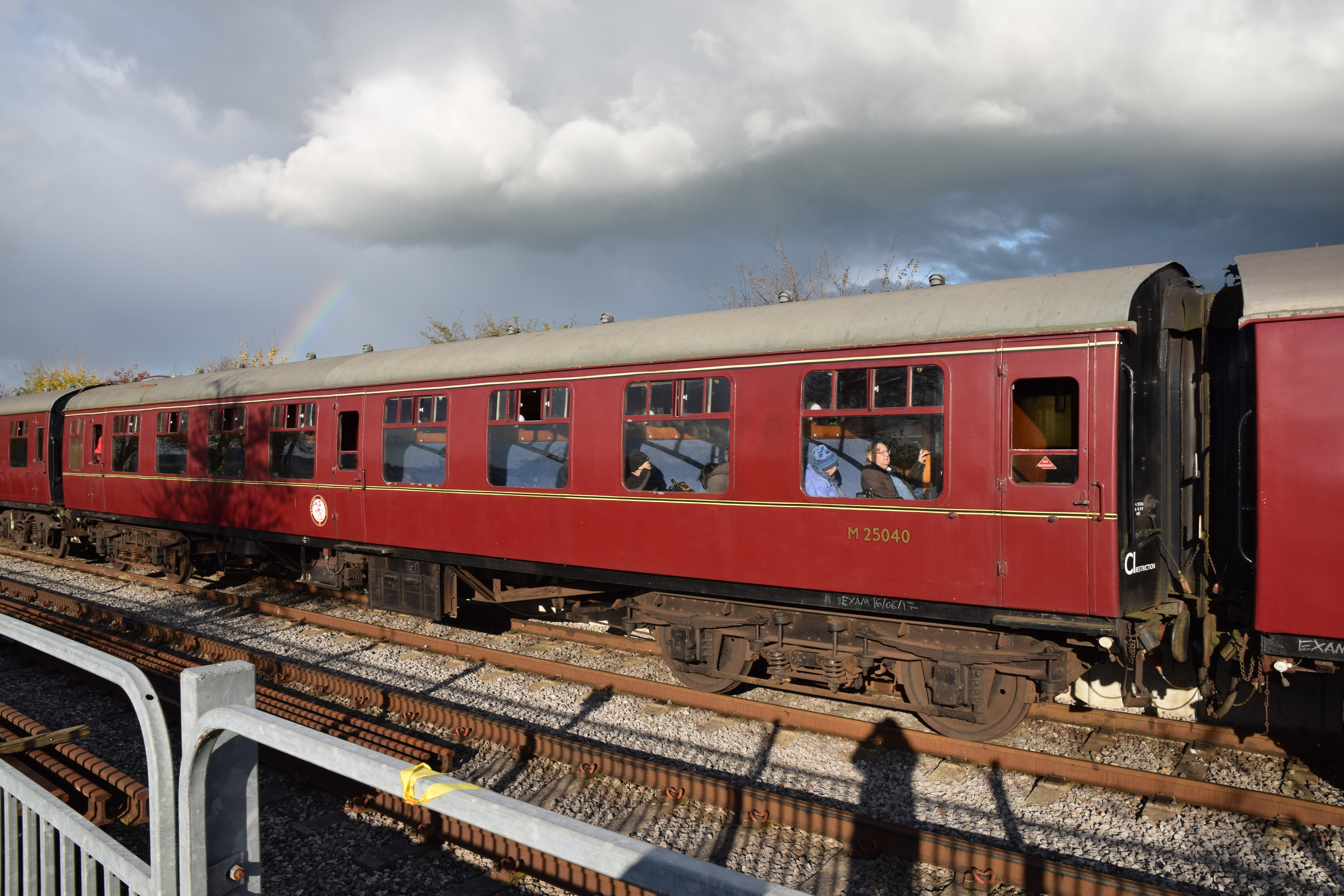
英国铁路1型客车包厢二等座车外部

英国铁路2型客车
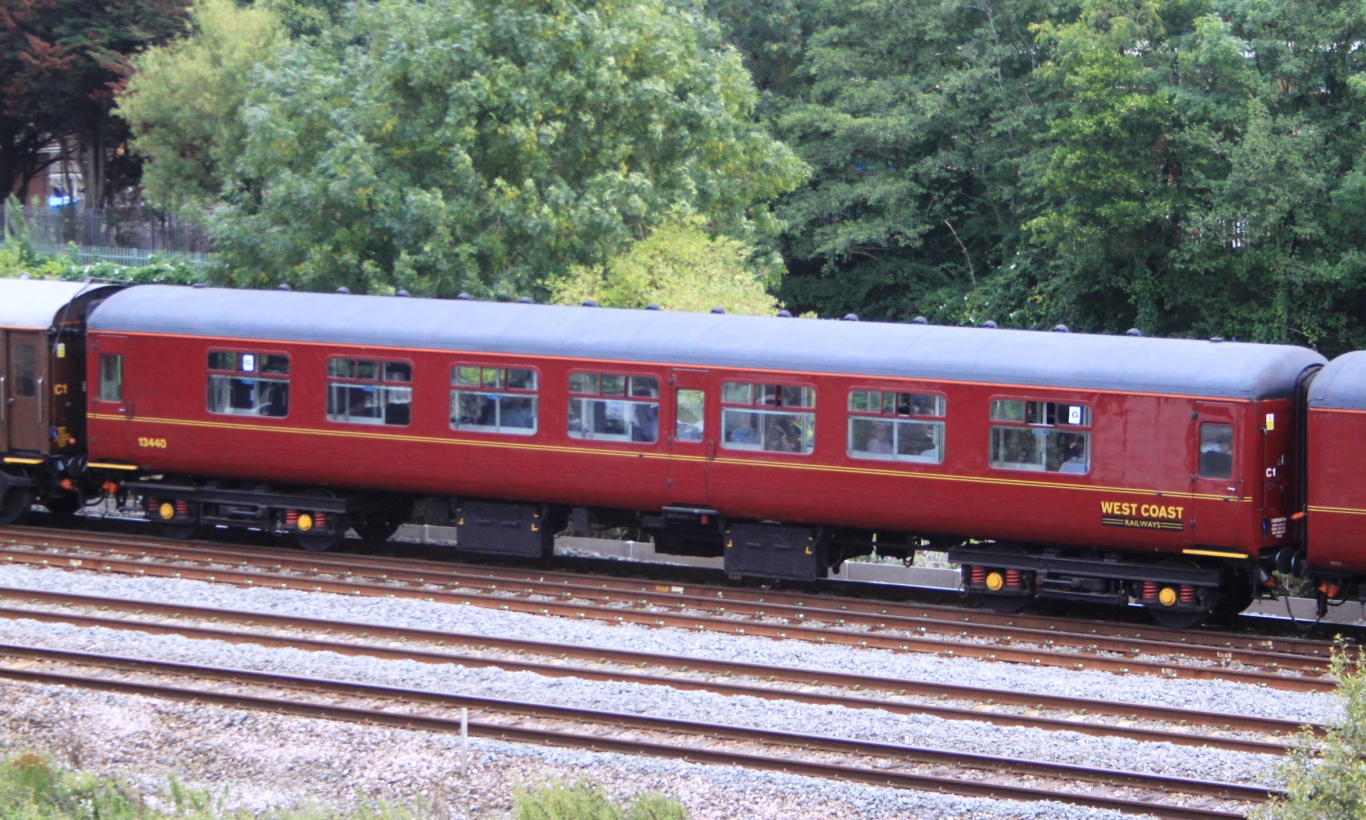
英国铁路2A型客车包厢一等座车外部
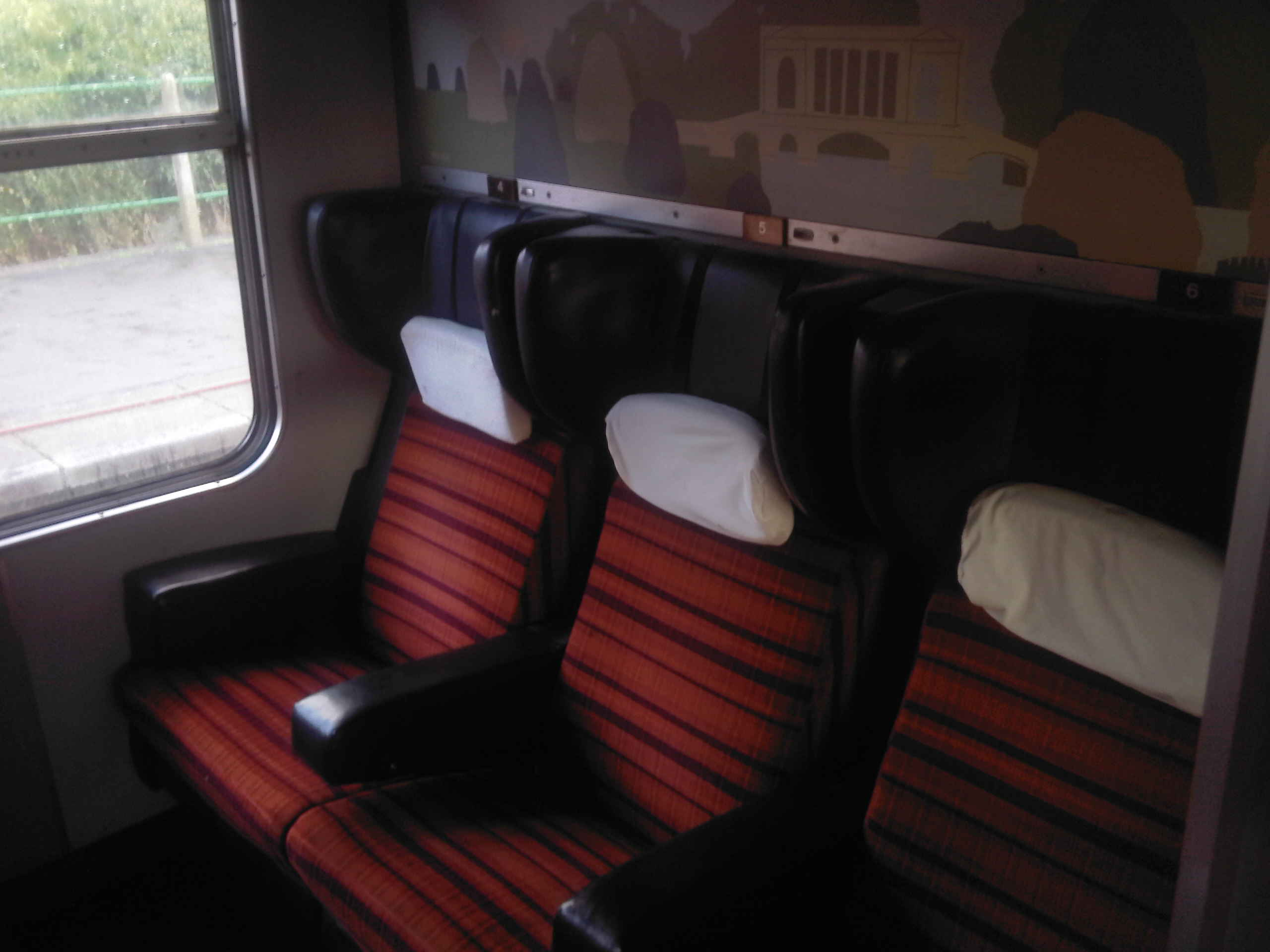
英国铁路2A型客车包厢一等座车包厢内部

### 欧洲大陆和美国
在欧洲大陆和美国，“带走廊包厢铁路客车”早在1900年代早期即有运用。

### 中国大陆和香港
中国国家铁路集团及其前身所使用的软卧车（不包括不使用包厢格局的部分动卧列车）、高级软卧车、包厢硬卧车均符合“带走廊包厢铁路客车”的定义，少有符合“带走廊包厢铁路客车”定义专门的包厢座位车厢。
使用包厢格局的软卧车有时会卧代座，软卧车代软座/软卧代二等座时，每张下铺坐3人，每一包厢坐6人。在中国新生产的卧铺动车组（如新1E、新2E等）中，特地将卧铺铺位设计为坐卧两用的功能，以适应日间套跑短途列车的需要。使用包厢格局的软卧车卧代座时上铺通常作为行李架使用，但有时也把软卧上铺作卧铺售卖。
现已在事实上停运的香港城际直通车中的京九直通车、沪九直通车（两者均由中国国家铁路集团及其前身运营）即挂有符合“带走廊包厢铁路客车”定义的软卧车。

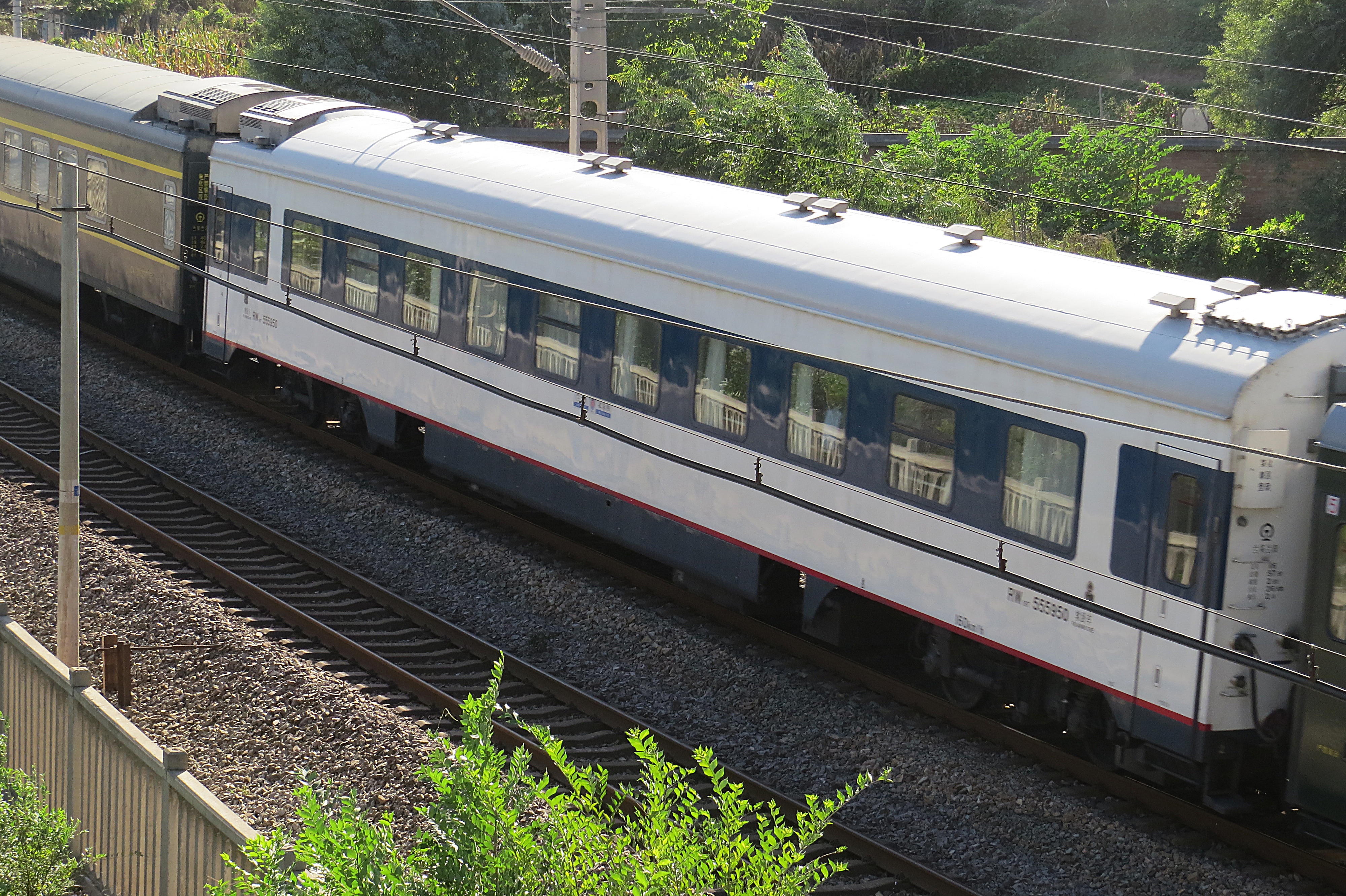
符合“带走廊包厢铁路客车”定义的中国铁路19T型客车[註 4]
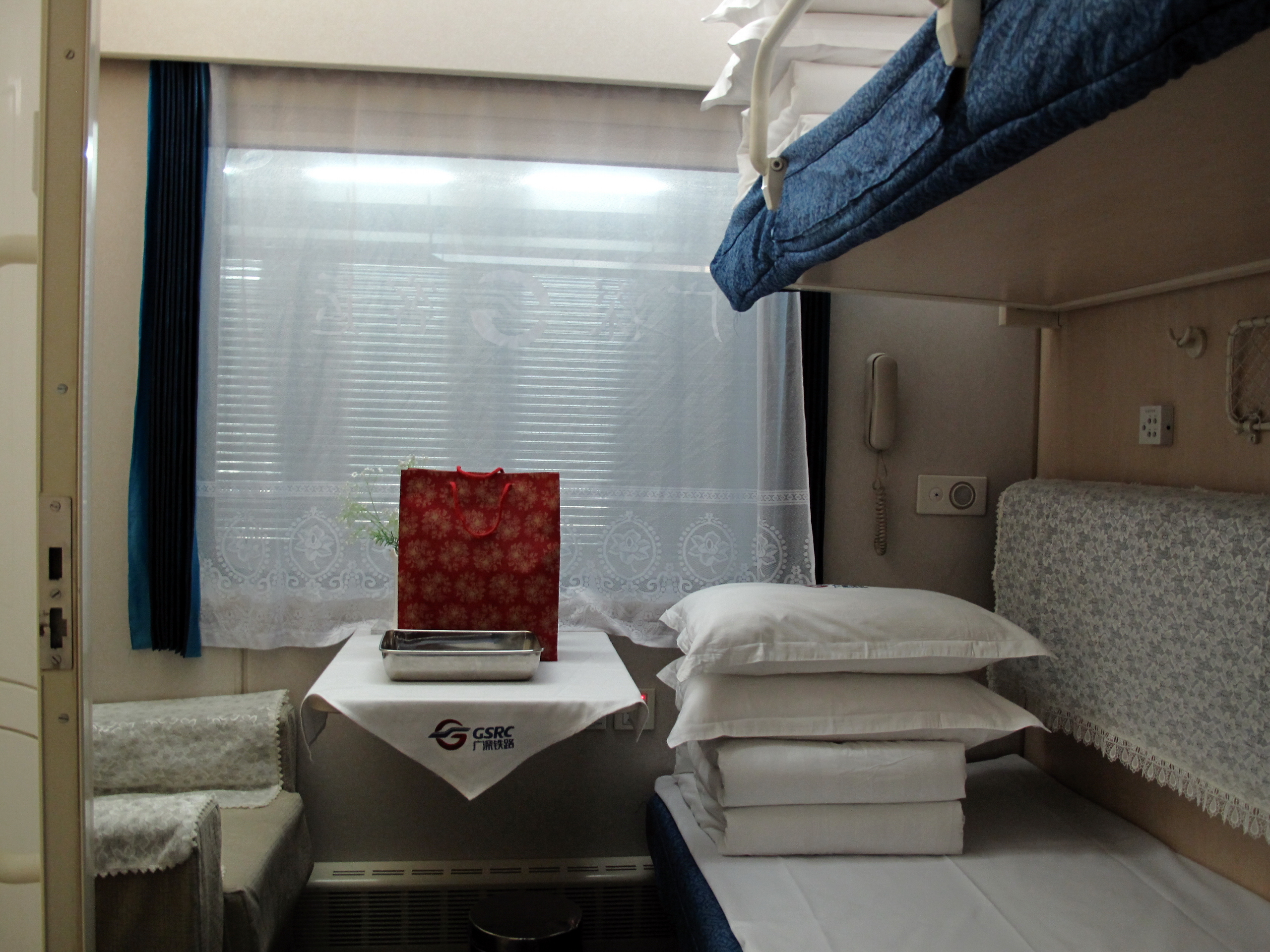
中国铁路19T型客车高级软卧包厢
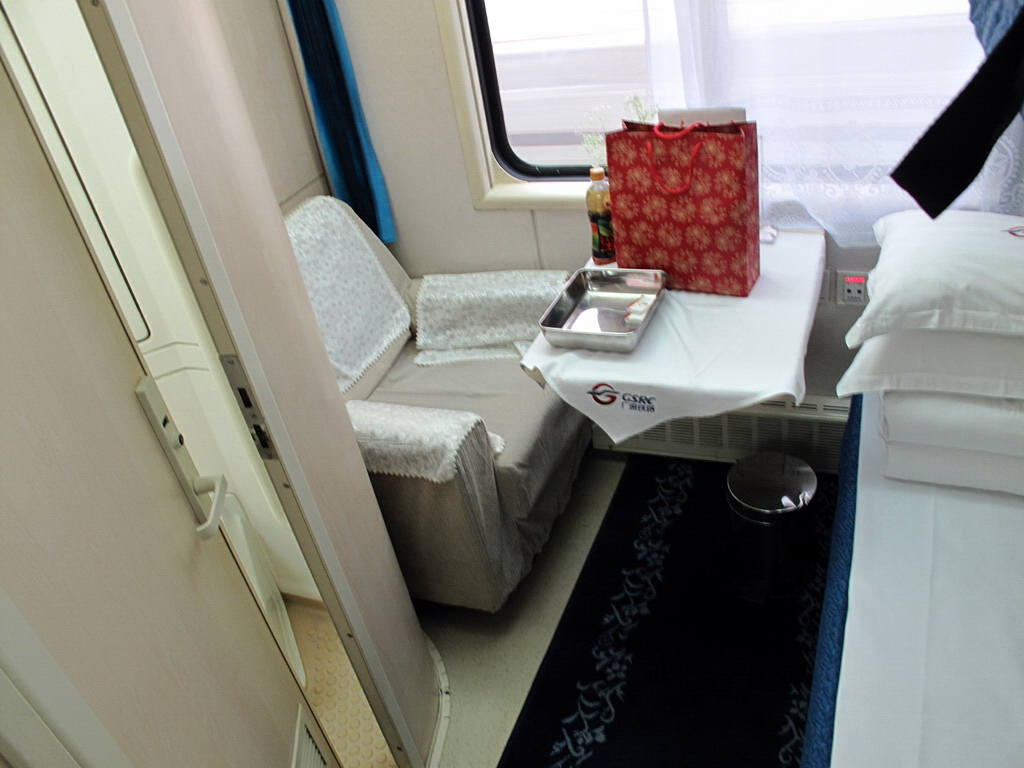
中国铁路19T型客车高级软卧包厢
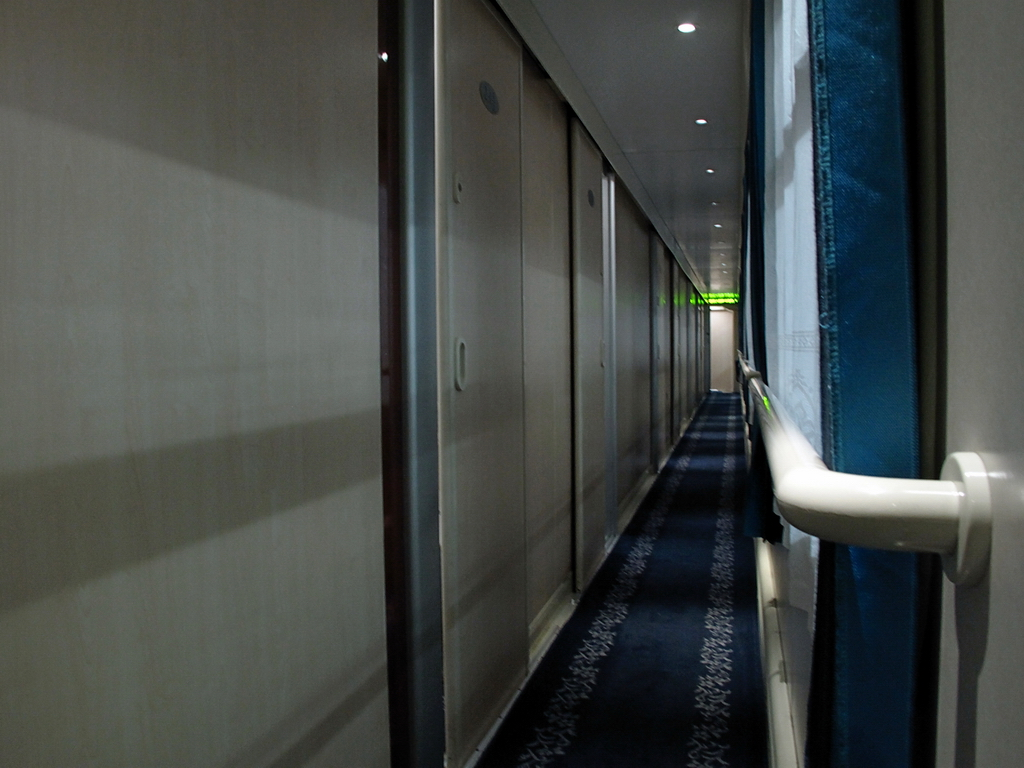
中国铁路19T型客车走廊
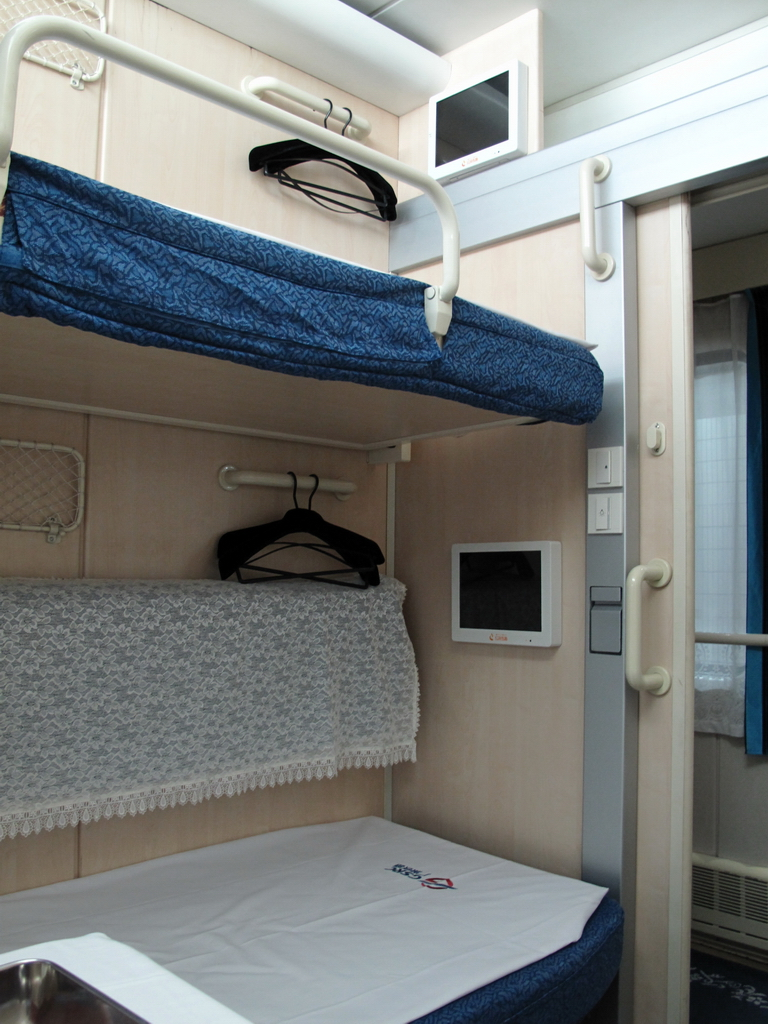
中国铁路19T型客车高级软卧包厢